# Karl Atzenroth
Karl Atzenroth (* 22. September 1895 in Köln; † 18. Juni 1995 in Koblenz) war ein deutscher Unternehmer und Politiker (FDP).

## Leben und Beruf
Karl Atzenroth, der evangelischen Glaubens war, war der Sohn des Möbelfabrikanten Emil Atzenroth. Er studierte nach dem Abitur am Realgymnasium in Berlin und dem Kriegsdienst im Ersten Weltkrieg Betriebswirtschaftslehre und Volkswirtschaftslehre in Bonn und Köln. Nach der Promotion übernahm er die väterliche holzverarbeitende Fabrik in Koblenz, wo er auch lebte. Von 1927 an war er ehrenamtliches Vorstandsmitglied der Berufsgenossenschaft für das holzverarbeitende Gewerbe. Im Zweiten Weltkrieg war Atzenroth erneut Soldat, zuletzt als Regimentskommandeur. Er geriet gegen Kriegsende in amerikanische Kriegsgefangenschaft.
In den 1950er und 1960er Jahren war Atzenroth Mitglied im Verwaltungsrat der Bundesanstalt für Arbeit. Er war Mitbegründer und Vorstandsmitglied der Vereinigung Mittelrheinischer Unternehmerverbände und Vorsitzender der deutschen Sektion der Union Européenne de l'Ameublement.

## Partei
Atzenroth war Mitglied der FDP, deren Bundesvorstand er von 1956 bis 1958 und zwischen 1960 und 1966 angehörte.

## Abgeordneter
Atzenroth gehörte dem Deutschen Bundestag seit dessen erster Wahl 1949 bis 1965 an. Von 1953 bis zum 12. Dezember 1956 war er stellvertretender Vorsitzender des Bundestagsausschusses für Lastenausgleich, vom 20. Juni 1962 bis 1965 Vorsitzender des Bundestagsausschusses für Entwicklungshilfe. Von 1957 bis zum 8. Januar 1963 war er Vorsitzender des Arbeitskreises Wirtschaftspolitik der FDP-Fraktion.
Mit Robert Pferdmenges (CDU) und Willi Richter (SPD) war er maßgeblich an der Erarbeitung der Mitbestimmungsgesetze (1951: Montanmitbestimmungsgesetz, 1952: Betriebsverfassungsgesetz, 1953: Personalvertretungsgesetz) beteiligt.
Atzenroth gehörte zu den vehementesten Gegnern des Ladenschlussgesetzes. In der Bundestagsdebatte am 9. September 1956 kritisierte er: „Das Gesetz fordert, dass Waren in Zeiten angeboten werden, in denen kein oder nur ein geringer Bedarf vorliegt, daß die Verkaufsstellen aber geschlossen werden müssen, wenn ein besonders dringender Bedarf vorliegt.“
Weiterhin sprach er sich gegen eine Ausweitung des gesetzlichen Urlaubsanspruchs und zudem für eine Abschaffung des Arbeitgeberbeitrags in der Krankenversicherung im Gegenzug zur Einführung der Lohnfortzahlung im Krankheitsfall aus.

## Veröffentlichungen
- Der Weg des Weichholzes zur rheinischen Möbel-Fabrikation, Köln, Univ., Wirtsch.- u. sozialwiss. Diss., Köln 1923.
- Der Lastenausgleich von der Abgabeseite gesehen. Lutzeyer Verlag, Frankfurt a. M., Bonn 1952.
- Zu meiner Zeit. atrico-Verlag Bernhard Geue, Böblingen 1980.